# Crateromys heaneyi
Crateromys heaneyi és una espècie de mamífer rosegador de la família dels múrids conegut a partir de pocs espècimens. És endèmic de les Filipines, on viu a altituds de fins a 400 msnm. Es tracta d'un animal arborícola. El seu hàbitat natural són els boscos de plana. Està amenaçat per la destrucció del seu medi a conseqüència de l'expansió dels camps de conreu i la tala d'arbres. Aquest tàxon fou anomenat en honor del mastòleg estatunidenc Lawrence Richard Heaney.